# 1,2,4,5-四氯硝基苯
1,2,4,5-四氯硝基苯是一种有机化合物，化学式为C6HCl4NO2，它可用于核磁共振中其它化学物质的定量分析（作为内标）。它也是一种杀菌剂，可用于防止土豆在储存过程中干腐或发芽。